# Mattias Guyomar
Mattias Guyomar, né le 21 juillet 1968 à Guérande, est un énarque, membre du Conseil d'État et haut fonctionnaire français.
En 2020, il est élu juge à la Cour européenne des droits de l'homme (CEDH), dont il est président depuis le 30 mai 2025.

## Biographie

### Études
Mattias Guyomar obtient une licence en lettres modernes de l'université de Nantes en 1989, puis est diplômé de l’Institut d'études politiques de Paris (Sciences Po) (1989 à 1991). Il intègre en 1993 l'ENA, dont il ressort diplômé en 1996 (promotion Victor Schœlcher).

## Carrière
Mattias Guyomar a effectué toute sa carrière au Conseil d’État, de 1996 à 2020, année où il rejoint la CEDH.

### Conseil d’État
En 1996, diplômé de l'ENA, Mattias Guyomar intègre le Conseil d’État, où il est nommé en tant qu'auditeur à la section du contentieux.
Après avoir été responsable du Centre de recherches et de diffusion juridiques (1999-2002), il exerce les fonctions de commissaire du Gouvernement, puis de rapporteur public à la section du contentieux (2002-2011). Il est également commissaire du Gouvernement auprès du Tribunal des conflits de 2009 à 2011. 
De 2011 à 2016, il est juge assesseur à la 6e chambre, puis à la 10e chambre de la section du contentieux. Il a également été juge des référés entre 2011 et 2020, ainsi que président de la 10ème chambre de la section du contentieux entre 2016 et 2020.

### Enseignement
Entre 1996 et 2007, Mattias Guyomar enseigne à Sciences Po Paris et à l’ENA en droit public et droit comparé. De 2004 à 2012, il est professeur associé à l’université Paris-Sud XI où il enseigne le droit public. De 2012 à 2020, il est professeur associé à l'université Paris Panthéon-Assas.

### Autres fonctions
En tant que conseiller d'État, Mattias Guyomar a été nommé à différentes fonctions dans plusieurs institutions françaises, telles que le Haut Conseil à l’intégration, la Commission des sondages ou la Commission supérieure de codification.
Il a également été membre de la Société de législation comparée et de l’Organisation européenne de droit public et secrétaire général de l’Institut français des sciences administratives, jusqu’à 2020.

### Cour européenne des droits de l'homme
En 2013, Mattias Guyomar devient membre de la liste française des juges ad hoc. Il devient personne de contact du Conseil d’État au sein du Réseau des cours supérieures de la Cour, fonction qu'il occupera jusqu’en 2020.
Il est élu juge à la Cour européenne des droits de l'homme le 22 juin 2020, en remplacement d'André Potocki, par l’Assemblée parlementaire du Conseil de l'Europe. Le 8 avril 2024, il est élu président de la section 5 de la Cour européenne des droits de l'homme.
Il est élu président de la CEDH le 28 avril 2025 pour remplacer le juge slovène Marko Bošnjak le 30 mai suivant,. Il est le troisième juge français à assumer la présidence de la Cour, après René Cassin (1965-1968) et Jean-Paul Costa (2007-2011).

## Publications

### Ouvrages
- 2014 : Mattias Guyomar, Les sanctions administratives, LGDJ-Lextenso, coll. "Systèmes", 2014, 208 p. (EAN 9782275040035)
- 2024 : Mattias Guyomar et Bertrand Seiller, Contentieux administratif, Lefebvre-Dalloz, coll. « Hypercours », 2024, 684 p. (ISBN 9782247223978)

### Articles de revue
- Mattias Guyomar, « Les incidences du droit au « respect des biens » sur le droit administratif des biens », Cahiers du GRIDAUH, vol. 14, no 3,‎ 2005, p. 81–88 (ISSN 1291-9527, DOI 10.3917/cdg.014.0081, lire en ligne, consulté le 1er mai 2025)
- Mattias Guyomar, « La cour Européenne des droits de l’homme, garante du respect du principe de proportionnalité : le « contrôle du contrôle » », Revue justice actualités, vol. 4, no 2,‎ 2020, p. 15–19 (ISSN 2646-8301, DOI 10.3917/rja.024.0015, lire en ligne, consulté le 1er mai 2025)
- Mattias Guyomar, « Propos introductif – Impacts institutionnels et juridictionnels de la QPC », Titre VII, no Octobre,‎ 2020, p. 162–163 (DOI 10.3917/tvii.hs.001.0162, lire en ligne, consulté le 1er mai 2025)

### Autres publications
- 2014 : Mattias Guyomar, « Le rôle des cours suprêmes dans l’articulation des réseaux de normes en Europe », dans Les juridictions suprêmes en France et au Royaume-Uni : L'apparition de nouveaux modèles ?, Société de législation comparée, 2014, 43–50 p. (ISBN 978-2-36517-030-7, lire en ligne)
- 2024 Mattias Guyomar, « Le principe Ne bis in idem devant la Cour européenne des droits de l’homme », dans La responsabilité financière des gestionnaires publics, La Documentation française, 28 octobre 2024, 143–148 p. (lire en ligne)

## Distinctions
- Chevalier de l'ordre national du Mérite (2012)
- Chevalier de la Légion d'honneur